# Jana Tyščenko
Jana Ivanovna Tyščenko (in russo Яна Ивановна Тыщенко?; 1º agosto 2000) è una pistard russa.

## Palmarès

### Pista
- 2017

Campionati europei, Velocità a squadre Junior (con Polina Vaščenko)
Campionati del mondo, Velocità a squadre Junior (con Polina Vaščenko)
- 2018

Campionati europei, Velocità a squadre Junior (con Ksenija Andreeva e Anna Doždeva)
Campionati europei, Velocità Junior
Campionati europei, 500 metri a cronometro Junior
Campionati europei, Keirin Junior
- 2021

3ª prova Coppa delle Nazioni, Velocità a squadre (San Pietroburgo, con Natal'ja Antonova e Anastasija Vojnova)
Campionati europei, Velocità a squadre Under-23 (con Ksenija Andreeva e Serafima Grišina)
Campionati europei, Velocità Under-23
Campionati europei, 500 metri a cronometro Under-23
Campionati russi, Keirin
Campionati russi, Velocità a squadre (con Dar'ja Šmelëva e Alina Lysenko)
- 2024

Campionati del mondo, 500 metri
- 2025

Campionati europei, Velocità

## Piazzamenti

### Competizioni mondiali
- Campionati del mondo su pista

Montichiari 2017 - Velocità a squadre Junior: vincitrice
Montichiari 2017 - 500 metri a cronometro Junior: 3ª
Aigle 2018 - Velocità a squadre Junior: 6ª
Aigle 2018 - Velocità Junior: 9ª
Aigle 2018 - 500 metri a cronometro Junior: 2ª
Aigle 2018 - Keirin Junior: 3ª
Roubaix 2021 - Velocità a squadre: 2ª
Roubaix 2021 - 500 metri a cronometro: 6ª
Roubaix 2021 - Keirin: 3ª
Ballerup 2024 - 500 metri: vincitrice

### Competizioni europee
- Campionati europei su pista

Anadia 2017 - Velocità a squadre Junior: vincitrice
Anadia 2017 - Velocità Junior: 6ª
Anadia 2017 - 500 metri a cronometro Junior: 5ª
Aigle 2018 - Velocità a squadre Junior: vincitrice
Aigle 2018 - Velocità Junior: vincitrice
Aigle 2018 - 500 metri a cronometro Junior: vincitrice
Aigle 2018 - Keirin Junior: vincitrice
Gand 2019 - Velocità a squadre Under-23: 4ª
Gand 2019 - Velocità Under-23: 4ª
Gand 2019 - 500 metri a cronometro Under-23: 4ª
Gand 2019 - Keirin Under-23: 10ª
Fiorenzuola d'Arda 2020 - Velocità a squadre Under-23: 2ª
Fiorenzuola d'Arda 2020 - Velocità Under-23: 3ª
Fiorenzuola d'Arda 2020 - 500 metri a cronometro Under-23: 3ª
Apeldoorn 2021 - Velocità a squadre Under-23: vincitrice
Apeldoorn 2021 - Velocità Under-23: vincitrice
Apeldoorn 2021 - 500 metri a cronometro Under-23: vincitrice
Apeldoorn 2021 - Keirin Under-23: 2ª
Grenchen 2021 - Velocità a squadre: 3ª
Grenchen 2021 - 500 metri a cronometro: 3ª
Grenchen 2021 - Keirin: 3ª
Heusden-Zolder 2025 - Velocità: vincitrice